# Castelo do Sabugal

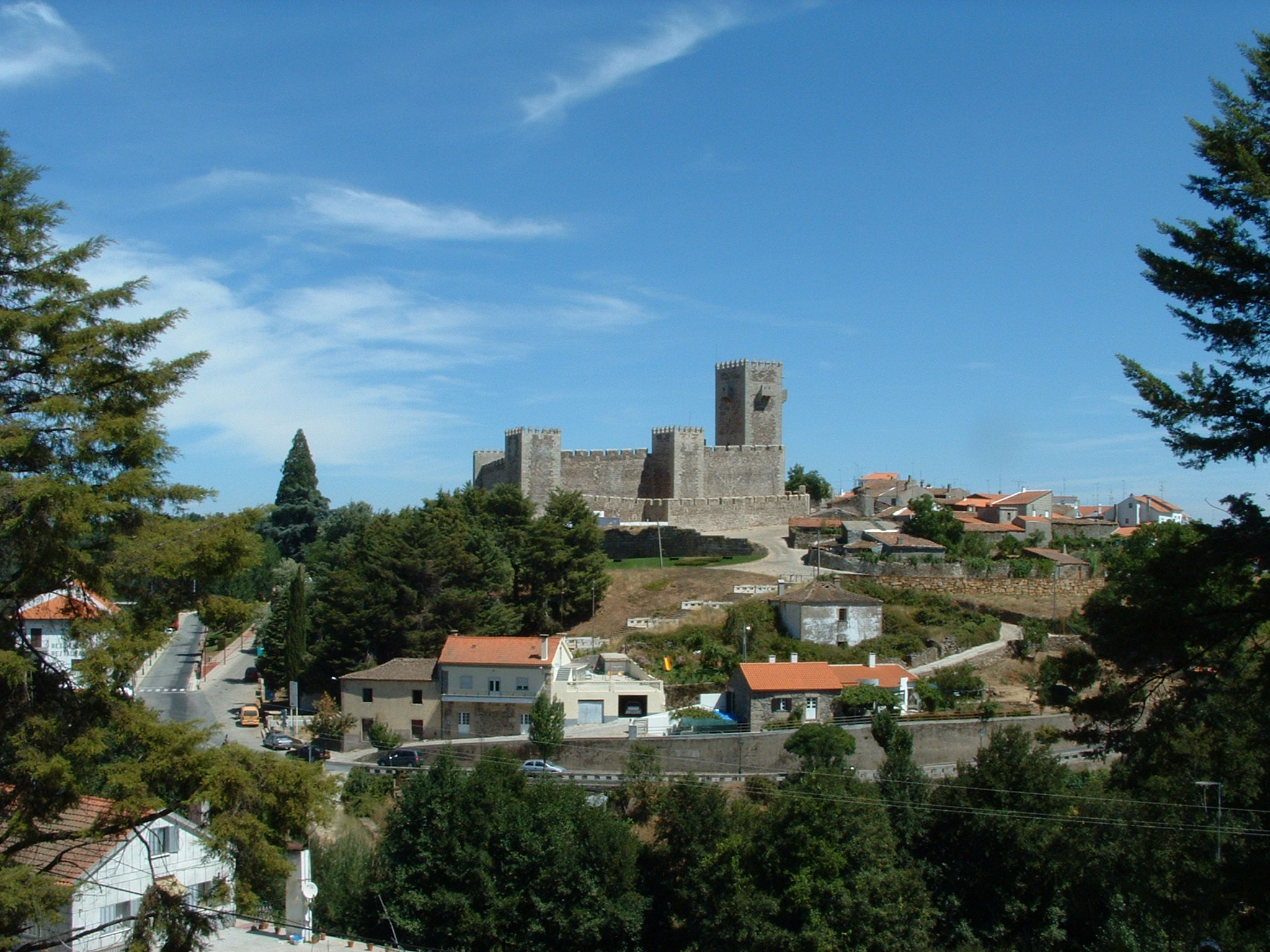
Castelo do Sabugal, Portugal: vista panorâmica.

O Castelo do Sabugal, também referido como Castelo das Cinco Quinas devido ao formato incomum de sua torre de menagem, localiza-se na freguesia de Sabugal e Aldeia de Santo António, cidade e município do Sabugal, no distrito da Guarda, em Portugal.
Em posição dominante sobre a povoação, num pequeno planalto da serra da Malcata, controla a travessia do rio Côa em sua margem direita, donde a sua importância na antiguidade e na época medieval.
O Castelo do Sabugal está classificado como Monumento Nacional desde 1910.

## História

### Antecedentes
De acordo com evidências arqueológicas, supõe-se que a elevação em que se situa o atual castelo, dominando o curso do rio Côa, foi ocupada por seres humanos desde época pré-histórica, que aí teriam erguido um castro.
Com a invasão romana da Península Ibérica, foi implantada uma extensa rede de estradas cortando a Península, uma delas cruzando o Côa neste trecho. Admite-se que este povo tenha mantido, neste mesmo sítio, uma pequena guarnição militar para a vigilância e defesa da travessia do rio. Séculos mais tarde, conheceu o domínio por povos germânicos e por Muçulmanos, dos quais não restaram maiores evidências.

### O castelo medieval
À época da Reconquista cristã da Península Ibérica, as terras do Sabugal foram inicialmente conquistadas possivelmente por D. Afonso Henriques (1112–1185) em 1160, vindo a ser perdidas logo após para o reino de Leão.
Em 1190, Afonso IX de Leão criou o Concelho do Sabugal, tendo a vila sido fundada por volta de 1224, época em que foi principiado um reduto defensivo.
Integrante do território de Ribacôa, conquistado a Leão por D. Dinis (1279–1325), recebeu Carta de Foral daquele soberano português em 1296. Entretanto, a sua posse definitiva para Portugal só foi assegurada pelo Tratado de Alcanices em 1297. O soberano, a partir de então, procurou consolidar essas fronteiras, fazendo reedificar o Castelo de Alfaiates, o Castelo de Almeida, o Castelo Bom, o Castelo Melhor, o Castelo Mendo, o Castelo Rodrigo, o Castelo de Pinhel, o Castelo do Sabugal e o Castelo de Vilar Maior.
Iniciam-se, nesse contexto, os trabalhos de ampliação e reforma da sua defesa casteleira, desimpedindo-se o espaço intramuros onde se erguiam algumas casas da povoação e reforçando-se as muralhas que ganharam por dois grandes torreões dominados por uma alta torre de Menagem. As obras, referidas por Rui de Pina (Crónica de D. Dinis), foram concluídas em 1303, sob a direção de Frei Pedro, do Mosteiro de Alcobaça. Credita-se ainda, a este soberano, o estabelecimento, nestes domínios, de um couto de homiziados, privilégio que visava atrair povoadores. Alguns documentos confirmam que este privilégio se encontrava em vigor ainda em fins do século XV.
No reinado de D. Manuel I (1495–1521), o Castelo do Sabugal encontra-se figurado por Duarte de Armas (Livro das Fortalezas, c. 1509), tendo recebido obras de beneficiação, concluídas em 1515, conforme inscrição epigráfica sobre o portão principal. Este soberano concedeu o Foral Novo à vila em 1 de Junho de 1515.

### Da Guerra da Restauração aos nossos dias
No contexto da Guerra da Restauração, foram procedidas obras de modernização em sua estrutura, bem como posteriormente edificada a chamada Torre do Relógio.
No século XVII aí esteve detido o poeta e cavaleiro Brás Garcia de Mascarenhas, célebre pelas suas aventuras e pelo seu não menos famoso poema épico Viriato Trágico.
No início do século XIX, no contexto da Guerra Peninsular, aquartelou tropas inglesas e portuguesas que deram combate às tropas napoleônicas em retirada, sob o comando do general André Masséna (Abril de 1811). Posteriormente desguarnecido e abandonado, a sua praça de armas foi utilizada pela população da vila como cemitério, de 1846 a cerca de 1927. Os habitantes, nesse ínterim, passaram a retirar pedras das muralhas para reutilizá-las em suas construções.
No século XX, em 1911 procedeu-se a demolição da Igreja de Nossa Senhora do Castelo. Mais tarde, na década de 1940, o processo de depredação do monumento foi detido graças à atuação da Direcção-Geral dos Edifícios e Monumentos Nacionais (DGEMN), que promoveu ampla campanha de obras de consolidação e reconstrução.
Entre 1993 e 1994 uma nova campanha de trabalhos de restauração, procurando devolver ao monumento as suas feições originais. Mais recentemente, comprovando-se a existência de fissuras nas paredes e a derrocada parcial de elementos de um dos torreões da barbacã e de algumas ameias (1999), no alvorecer do século XXI, a DGEMN lançou um concurso para o restauro e consolidação das muralhas e torres do castelo, assim como a construção de um anfiteatro ao ar livre e das respectivas instalações de apoio (2001). Os trabalhos desenvolviam-se entre 2003 e 2005, quando se previa a reabertura do monumento ao público.

## Características
Em posição dominante na cota mais alta do terreno, ergue-se o castelo, que apresenta planta no formato quadrangular. O topo das muralhas, em aparelho misto de cantaria de granito e de alvenaria de xisto, é percorrido por um largo adarve, protegido por merlões, nos quais se rasgam troneiras cruzetadas. O adarve é acedido por quatro escadas internas. Os muros são reforçados por três sólidos torreões nos ângulos, e por um quarto, localizado no centro do pano de muralha pelo lado sudoeste. Estas torres são rematadas por ameias piramidais, assim como a Torre de Menagem, de invulgar planta pentagonal, defendendo o portão principal. O interior desta última, em estilo gótico, é dividido em três pavimentos, com tetos abobadados e fechos ornamentados por escudos com as quinas nacionais. O compartimento superior é iluminado pelas portas que dão acesso a balcões misulados, com matacães.
Entre a torre de menagem e o torreão do ângulo leste inscreve-se um balcão ameado, vigiando a entrada principal da praça de armas. Inferiormente, na zona exterior, corre a cerca da barbacã - dispositivo defensivo que une e reforça as muralhas do castelo, igualmente rematadas por maciços merlões com aberturas de troneiras cruzetadas. Apoiam as suas muralhas dois pequenos cubelos circulares, abrindo-se próximo de um deles um pequeno portal de arco em ogiva.
A cerca da vila apresentava conformação aproximadamente oval, dela restando, atualmente, apenas pequenos trechos. Nelas se abria a Porta da Vila, próximo à chamada Torre do Relógio.

## A lenda do milagre das rosas
Reza a tradição que foi no largo deste castelo que se deu o famoso milagre das rosas tendo como protagonistas a Rainha Santa Isabel e o rei D. Dinis.

## Alcaides do Castelo do Sabugal
- D. Diogo de Castro[4]
- D. António da Cunha[5]